# Titanit
Titanit (niet te verwarren met titaniet) was de naam van een aantal springstoffen, ontwikkeld door Norbert Ceipek in Oostenrijk-Hongarije in het begin van de twintigste eeuw. Het waren "veiligheidsspringstoffen" die in de mijnbouw konden gebruikt worden als goedkoper alternatief voor dynamiet. De basis van deze springstoffen was ammoniumnitraat.
Ceipek octrooieerde in het begin van de twintigste eeuw een springstof bestaande uit ammoniumnitraat, anilinenitraat (zout van aniline en salpeterzuur) en aluminiumpoeder. Toevoeging van 7 tot 10% picrinezuur verhoogde de explosieve kracht.
Rond 1908 octrooieerde Ceipek een springstof bestaande uit een mengsel van ammoniumnitraat en 2 tot 12% verkoold kurkumapoeder, en optioneel picrinezuur. Een gedeelte van de kurkuma kon door meel (verkoold maïs- of roggemeel) vervangen worden. Een andere formulering die hij octrooieerde bestond uit ammoniumnitraat, verkoold kurkumapoeder, trinitrotolueen en natriumchloride. Deze veiligheidsspringstoffen waren ongevoelig voor schokken of vlammen en konden slechts tot ontploffing gebracht worden door een detonator.
Om zijn uitvindingen te commercialiseren richtte Ceipek de "Titanit Ceipek" Sicherheits-Sprengstoff Fabriken op te Wenen. In 1910 werd de Ungarische Sicherheits Sprengstoff Actien Gesellschaft "Titanit" (System Ceipek) opgericht in Trencsén in het toenmalige Hongarije. Commissarissen van dit bedrijf waren onder andere Prins Alexander von Thurn und Taxis (uit de Boheemse tak van het geslacht Thurn und Taxis, wonende in het slot "Lautschin"), graaf Richard van Coudehoven Kalergi, en de Nederlanders Herman Adriaan van den Wall Bake, advokaat te Amsterdam, en C.J. van Eijk, lid van de firma Wed. P. van Eijk & zonen (wisselkantoor).